# Veias digitais comuns
As veias digitais comuns são veias do pé.